# Misdaaddokters
Misdaaddokters is de naam van een zesdelige human interestreeks over enkele Vlaamse medisch-forensisch specialisten (zeven wetsdokters en zes gerechtspsychiaters) die begin 2019 op de Vlaamse televisiezender Canvas werd uitgezonden. 
De reeks heeft dezelfde opzet het eerder op Canvas uitgezonden Strafpleiters. In de reeks worden de specialisten één-op-één vragen gesteld door Gilles De Coster als interviewer, zittend in een ijzeren geraamte in een industrieel ogende ruimte. Ze vertellen er openhartig over hun beroep, hun privéleven en bekende zaken waar ze een bijdrage toe hebben geleverd. De interviews werden vervolgens in stukjes geknipt en opnieuw samengevoegd zodat elke aflevering een bepaald thema behandelt. De reeks werd geproduceerd door het productiehuis Woestijnvis, dat ook Strafpleiters produceerde.
De zeven wetsdokters die in de reeks geïnterviewd werden, zijn: Evy De Boosere, Werner Jacobs, Dingeman Rijken, Wim Van De Voorde, Wouter Van den Bogaert, Geert Van Parys en Joke Wuestenbergs; de zes gerechtspsychiaters die geïnterviewd werden, zijn: Kurt Audenaert, Paul Cosyns, Lieve Dams, Chris Dillen, Hans Hellebuyck en Rudy Verelst.

## Afleveringen
| Aflevering | Titel                       | Uitzenddatum     |
| ---------- | --------------------------- | ---------------- |
| 1          | Plaats delict               | 6 februari 2019  |
| 2          | Van snijtafel tot rechtbank | 13 februari 2019 |
| 3          | Op missie                   | 20 februari 2019 |
| 4          | Getuigen van leven en dood  | 27 februari 2019 |
| 5          | In het hoofd van de dader   | 6 maart 2019     |
| 6          | Tussen verslag en vonnis    | 13 maart 2019    |